# Animation

Animation eines Würfels

Animation (von lateinisch animare ‚zum Leben erwecken‘; anima ‚Geist‘, ‚Seele‘, ‚Leben(skraft)‘, ‚Atem‘) ist jede Technik, bei der durch das Erstellen und Anzeigen von Einzelbildern für den Betrachter ein bewegtes Bild geschaffen wird. Die Einzelbilder können gezeichnet, vom Computer berechnet oder fotografische Aufnahmen sein. Bei der Wiedergabe einer solchen Sequenz mit ca. 24 Bildern pro Sekunde entsteht beim Betrachter die Illusion einer annähernd flüssigen Bewegung. Dies hat aber auch zur Folge, dass ein 90 Minuten langer Film aus 129.600 Einzelbildern besteht und dementsprechend der Aufwand für die Erstellung hoch ist.
Die Animation analysiert die in der Natur gefundenen Bewegungen, setzt sie aber nicht nur 1:1 in der Synthese um, sondern bietet auch die Möglichkeit, diese verzerrt oder mit verändertem Timing darzustellen, um dramatische oder komische Effekte zu erzielen.
Der größte Teil der weltweiten Animation wird für Animationsfilme (Trickfilme) produziert, für Kino oder Fernsehen, zur Unterhaltung oder für die Werbung. Daneben existiert der Bereich der bewegten Visualisierung in Naturwissenschaft, Architektur, Design, Kunst oder Lehre.

Diese Animation entsteht durch eine Bildfolge eines galoppierenden Rennpferds. Die Quelle für die Einzelbilder ist eine Serienfotografie von Eadweard Muybridge.

## Klassische Animationstechniken
Von Anfang an Teil der Filmgeschichte, wurden Animationstechniken ständig weiterentwickelt und sind bis heute gebräuchlich. Dabei hat jede Technik ihre eigene Ästhetik hervorgebracht. Die Entscheidung für eine bestimmte Animationstechnik wird heute vor allem unter kommerziellen Gesichtspunkten getroffen, wodurch der Großteil sämtlicher Trickproduktionen entweder Zeichentrick oder 3D-Computeranimation ist, weil diese beiden Techniken sich am besten für industrielle Produktion mit vielen spezialisierten Arbeitsabläufen eignen. Alle anderen Techniken werden hauptsächlich im Kurzfilm, in der Werbung und an Filmhochschulen verwendet. Sie erfordern auch eher eine künstlerische Herangehensweise und eine zentrale Person im Arbeitsablauf.

### Stop-Motion oder Objekt-Animation
Bei der Stop-Motion-Technik werden Objekte animiert, indem sie für jedes einzelne Bild des Filmes immer nur geringfügig verändert werden. In diesem Bereich unterscheidet man:
- Brickfilme, bei denen sämtliche Figuren und Kulissen aus Legosteinen oder ähnlichen Steinen zusammengesetzt werden;
- Pixilation, bei der die Schauspieler genauso einzelbildweise abfotografiert werden wie Objekte;
- Collagefilme, bei denen beliebige Materialien unter der Kamera zu bewegten Bildern zusammengesetzt werden;
- Claymation (sog. Knetfigurenfilme);
- Puppentrickfilme. Zu letzteren gehören aber nicht die Marionetten- oder die Handpuppenfilme, da hierbei der Film kontinuierlich läuft.

### 2D-Animation
Zeichentrickfilm
Das Ausgangsmaterial der Einzelbilder sind viele Zeichnungen, die sich Bild für Bild voneinander unterscheiden und, in der richtigen Reihenfolge auf Film aufgenommen, eine flüssige Bewegung erzeugen. Diese werden heutzutage üblicherweise eingescannt und digital weiterbearbeitet. Die Zeichnungen können aber auch direkt von der Kamera aufgenommen werden, und es kann nicht nur mit Bleistift auf Papier gezeichnet werden, sondern jede zeichnerische oder malerische Technik ist möglich. In der einfachsten Version sind dies Strichmännchen, wie sie gern für Daumenkinos benutzt werden. Als „Stick Figure Theatre“ waren Strichmännchenparodien von Kinoklassikern ein Bestandteil der 80er-Jahre MTV-Show Liquid Television, heute werden sie oft als Vektoranimation erstellt.
Sand-auf-Glas-Animation
Auf einen Leuchttisch wird Sand gestreut, der im Bild schwarz erscheint. Mit der Hand oder mit Werkzeugen wird der Sand einzelbildweise bewegt, was sehr weiche Formen und Bewegungen erzeugt und sich besonders gut für das Morphen eignet.
Beispiele: Filme von Ferenc Cakó, Alla Churikova, oder Caroline Leaf.
Nagelbrett-Animation
Diese spezielle Technik wurde von Alexandre Alexeieff und Claire Parker entwickelt. Tausende von Nadeln, die dicht an dicht in einem Brett stecken, können hineingedrückt oder herausgezogen werden. Von der Seite beleuchtet erzeugen ihre Schatten ein Bild ähnlich einer Gravur.
Öl-auf-Glas-Animation
Ähnlich der Sand auf Glas Animation wird auf einem Leuchttisch gearbeitet. Mit Ölfarbe wird direkt auf das Glas gemalt. Die Farbe bleibt lange weich, kann weggewischt, übermalt und mit Werkzeugen bearbeitet werden. Die Ergebnisse stehen in ihrer Farbwirkung der echter Ölbilder kaum nach.
Beispiele: Filme von Alexander Petrow oder Jochen Kuhn.
Zeichnen oder Kratzen direkt auf Film
Mit Folienstift oder -farbe wird direkt auf blankes Filmmaterial gezeichnet oder mit Nadel bzw. Messer auf schwarzes Filmmaterial gekratzt. Die Resultate sind meist sehr grob und wackelig. Auch der Tonstreifen kann direkt bearbeitet werden, was zu kratzenden und knisternden Geräuschen führt.
Beispiele: Norman McLarens Blinkity Blank oder Lines Vertical, Szenen aus Hideaki Annos Neon Genesis Evangelion.
Kinoxen oder Rotoskopie
Vorhandenes Realfilmmaterial wird auf eine Mattscheibe projiziert und Bild für Bild abgezeichnet.
Beispiel: Filme von Max Fleischer (Gulliver), Georges Schwizgebel oder Richard Linklater.
Flachfigurenfilm (auch Legetrickfilm genannt)
Ausgeschnittene Formen, meist Körperteile (wie bei einem Hampelmann), werden unter der Kamera zurechtgelegt.
Beispiele: Quirino Cristianis Filme und die Animationen von Terry Gilliam in den Filmen von Monty Python.
Silhouetten-Animation
Eine Sonderform des Flachfigurenfilms, bei der die Elemente wie beim Schattenspiel nur als dunkle Silhouetten erkennbar sind.
Beispiele: die Filme von Lotte Reiniger.

### Experimentelle Animation
Hierunter fallen alle übrigen Techniken, wie Zeitmanipulationen (Zeitlupe und Zeitraffer), das Erstellen von Animationen aus vorhandenem, recyceltem Filmmaterial (Found Footage), ein großer Teil des Abstrakten Films, aber auch (noch) namenlose Trends und Moden der Motion Graphic, wie sie in Werbung und TV-Design aktuell eine große Rolle spielen. Auch viele künstlerische Ausdrucksformen fallen in diesen Bereich.

### Zeichentechniken
Die vorherrschenden Techniken der klassischen Animation sind die Pose-to-Pose und die Straight Ahead-Methode. Bei der Pose-to-Pose-Technik legt der Animator zuerst sogenannte Extremes an, welche die Extremphasen der Bewegung darstellen, normalerweise Anfangs- und Endpunkt. Zwischen den Extremphasen werden daraufhin Breakdowns angelegt, die den Weg von Extreme zu Extreme genauer definieren. Um die Bewegung schließlich flüssig darzustellen, werden zuletzt zwischen Extremes und Breakdowns Zwischenphasen (Inbetweens) eingefügt. Dieser Arbeitsschritt wird allgemein nicht vom Animator, sondern von einem ihm zugeteilten Assistenten oder Inbetweener erledigt.
Die Pose-to-Pose-Methode ermöglicht den Zeichnern größtmögliche Kontrolle über Timing, Bewegung und Details der Figuren und stellt durch ihre Aufgabenteilung eine besonders ökonomische Arbeitsweise dar. Ihr haftet jedoch eine mechanische Komponente an, die bei unerfahrenen Zeichnern zu steifer, lebloser Animation führen kann.
Bei der Straight Ahead-Methode zeichnet der Animator alle Einzelbilder in sequentieller Reihenfolge. So ist es möglich, besonders schnelle Bewegungen mit exzentrischen, aus dem Bewegungsmuster fallenden Einzelbildern zu erstellen, die einen dynamischen Gesamteindruck hervorrufen. Design, Details und Timing der so gezeichneten Figure sind jedoch schwieriger zu kontrollieren und Fehler neigen dazu, sich im Verlauf der Szene zu summieren oder zu verschlimmern. Daher ist es bei der Straight Ahead-Methode die Hauptaufgabe des Assistenten, die visuelle Kontinuität der Rohzeichnungen des Animators zu wahren.
Im Allgemeinen neigen Profizeichner dazu, beide Techniken einzusetzen und teilweise zu mischen. Die Methoden setzen großes zeichnerisches Verständnis sowie die Fähigkeit voraus, die Wirkung verschieden vieler Einzelbilder zur Darstellung von Bewegung einschätzen zu können. Auch in der 3D-Animation finden beide Methoden Anwendung, jedoch übernimmt der Computer die Aufgaben des Assistenten und Zwischenphasenzeichners.

### Prinzipien der Animation
Im Jahr 1981 veröffentlichten Ollie Johnston und Frank Thomas das Buch The Illusion of Life: Disney Animation. In diesem fassten sie die Erfahrungen führender Animatoren von The Walt Disney Company zusammen, die seit den 1930er Jahren entstanden, um glaubwürdige Animationen zu erstellen. Daraus leiteten sie zwölf Prinzipien ab, die für die Erstellung der Illusion lebendiger Figuren und Welten essentiell seien.
1. Squash & Stretch (Quetschen & Strecken)
Die Formen der Figuren werden zusammengedrückt oder in die Länge gezogen, wobei jedoch das Gesamtvolumen der Formen erhalten bleiben muss. Dies dient der Darstellung von Gewicht oder äußeren Kräften, die auf die Figur einwirken.
2. Anticipation (Ausholen oder Vorwegnehmen)
Die Hauptbewegung einer Figur wird durch eine Gegenbewegung eingeleitet, wie zum Beispiel dem Ausholen vor einem Wurf oder dem Anlaufnehmen vor einem Sprung. So werden die eigentlichen Bewegungen besser lesbar und wirken natürlicher.
3. Staging (Inszenierung der Posen)
Betrifft sowohl die Anordnung der Figuren innerhalb der Szene als auch das Entwerfen von unverwechselbar erkennbaren Posen. Als Kontrolle dient hierbei die Silhouette der Figur. Im Idealfall soll der Körperausdruck auch dann verständlich sein, wenn man nur die Umrisse der Figur sähe.
4. Straight Ahead & Pose-to-Pose
Das sequentielle Erstellen von Einzelbildern und das Konstruieren von Animation um bewegungsdefinierende Extremphasen herum. Straight Ahead Animation ist dynamischer, Pose-to-Pose Animation kontrollierter.
5. Follow Through & Overlapping Action (weiterführende und überlappende Bewegung)
Follow Through wird oft angewandt, um zu beschreiben, wie unbelebte Elemente von Figuren (z. B. Haare oder getragener Stoff) bei heftigen Bewegungen der Gliedmaßen der Hauptbewegung zeitversetzt folgen, dann über den Endpunkt dieser Bewegung hinausschießen und erst danach in ihre Ruheposition zurückfallen. Durch Overlapping Action wird beschrieben, dass nicht notwendigerweise alle Glieder eine Bewegung gleichzeitig ausführen oder zu Ende bringen. Die Definitionsgrenzen zwischen Follow Through und Overlapping Action sind dabei oft fließend.
6. Slow In & Slow Out (Beschleunigung und Verlangsamung)
Ein Prinzip, das beschreibt, dass natürliche Bewegungen meist langsam beginnen, dann beschleunigen und zum Ende wieder langsam werden. Konkret bedeutet dies, dass zu Anfang und Ende einer Bewegung mehr Einzelbilder verwendet werden als in der Mitte.
7. Arcs (Bewegungsbögen)
Gliedmaßen rotieren allgemein um ein Gelenk herum. Daher sind ihre Bewegungen eher bogenförmig als linear. Der Animator muss diese Bewegungsbögen innerhalb von Einzelbewegungen definieren und für einen harmonischen Übergang zwischen den Bewegungen sorgen.
8. Secondary Action (zweitrangige oder unterstützende Bewegung)
Gleichzeitige Bewegungen einer Figur, welche die Hauptbewegung unterstützen, z. B. das Schwingen von Armen während des Gehens oder Gesten, die Dialoge akzentuieren.
9. Timing (Bewegungsdauer)
Beschreibt sowohl die Dauer von Bewegungen als auch den Zeitraum zwischen Bewegungen. Dieser Aspekt ist stark abhängig vom Charakter der abgebildeten Figur und stützt sich auf die Erfahrung des Zeichners. Man muss sich darüber im Klaren sein, wie schnell oder langsam sich eine Figur aufgrund ihres Körpers bewegen kann, wie schnell oder langsam sie es aufgrund ihrer inneren Einstellung tun wird und wie viele Einzelbilder für die Darstellung des Zeitraums benötigt werden.
10. Exaggeration (Übertreibung, Karikatur)
Um die Posen und Bewegungen von gezeichneten Charakteren besonders deutlich zu machen, ist es oft nötig, ihr Aussehen und ihre Bewegungen zu übertreiben. Hierbei gilt es zu kontrollieren, dass die Übertreibung die Bewegung weder zu hektisch noch zu ungenau macht und der Szenenaussage angemessen ist.
11. Solid Drawing (solides Zeichnen)
Beschreibt das grundsätzliche Vermögen eines Zeichners, konsistente Figuren zu zeichnen. Sie sollen richtig proportioniert und perspektivisch korrekt sein und diese Qualitäten auch in der Bewegung nicht verlieren.
12. Appeal (Charisma, Charme und Reiz)
Beschreibt, dass sowohl das Aussehen und Design der Figuren als auch ihre Posen und Bewegungen gefällig und dem Charakter der Figur angemessen sein sollen. Auch hierbei gibt es Interpretationsspielraum: eine böse Figur kann schön wirken, aber durch ihr Schauspiel ihren wahren Charakter offenbaren während eine hässliche Figur durch ihr Auftreten auch liebenswert sein kann. Appeal bedeutet nicht automatisch Schönheit, sondern die inneren Qualitäten von Figuren effektiv darzustellen.

## Computeranimation
Heutzutage sind Ästhetik und Produktionsweise nicht mehr so fest miteinander verknüpft wie früher. Daher entstehen viele 2D-Animationen mittels spezieller Software ganz oder teilweise im Computer, oder das in klassischer Manier aufgenommene Material wird digitalisiert und im Computer weiterbearbeitet. Seit etwa 1980, als sowohl Vorlagen eingescannt werden konnten als auch die entstehenden Datenmengen technisch handhabbar wurden, erfährt diese Technik eine rasante Entwicklung und kommerzielle Erfolgsgeschichte. Die aus dem CAD entstandene CGI-Technik ermöglichte es schließlich, auf jegliche digitalisierte Vorlage zu verzichten und sämtliche Bildobjekte komplett im Rechner zu erzeugen. Grundlage sind oftmals Vektordaten der Objekte in zwei oder drei Dimensionen. Informationen über das Aussehen und die Bewegungen sämtlicher Objekte werden zusammengefügt, bis schließlich jedes nötige Einzelbild berechnet und in der gewünschten Bildauflösung gerendert werden kann.
Unter Fachleuten wird seit dem Oscar-Gewinn des Films Happy Feet gestritten, ob Filme, in denen die Bewegungen ihrer Figuren zu einem Teil mittels Motion Capture erzeugt wurden, überhaupt als Animationsfilme gelten, oder vielmehr zu Marionetten- und Handpuppenfilmen gehören. Allerdings sind alternative Eingabemöglichkeiten für Bewegungen von CGI-Figuren schon lange in Gebrauch, vorzugsweise solche, die sich aus der Puppenspieltechnik herleiten.
Im Zusammenhang mit der Animation am Computer unterscheidet man prinzipiell zwischen drei Techniken: Keyframe-Animation, aktionsbasierte Animation und Bild-für-Bild-Animation.
Keyframe-Animation
Bei der Keyframe-Animation (oder auch Schlüsselbild-Animation) werden Werte der zu animierenden Objekteigenschaften zu bestimmten Zeitpunkten in der Animationssoftware festgelegt (= Keyframes). Jeder Objekt- oder Szenenzustand erhält somit auf einer Zeitachse einen Eintrag. Mit zunehmender Länge der Animation und Anzahl der Animationsereignisse dehnt sich das Zeit-Objekt-Diagramm aus. Die Objektwerte für die zwischen den Keyframes liegenden Zeitpunkte werden mit Hilfe mathematischer Interpolation von der Animationssoftware berechnet.
Aktionsbasierte Animation
Die aktionsbasierte Animation geht objektorientiert vor und kapselt den Zeitaspekt in einzelnen Animationsaktionen. Wie z. B. in MS Powerpoint oder 3D Animationstools werden die Animationen durch eine Liste von Aktionen definiert, die während des Ablaufes nacheinander ausgeführt werden. Parallele Abläufe (zeitliche Synchronisation) sind ebenfalls definierbar, wobei die betroffenen Objekte besonders gekennzeichnet werden.
Bild-für-Bild-Animation
Bei diesem Animationskonzept werden die Einzelbilder wie in einem Daumenkino einzeln erstellt.

## Animation in der Lernpsychologie

Beispiel: Animation eines Sternmotors

In der Lernpsychologie ist Animation im weiteren Sinne ein Verfahren der Wissensvermittlung, bei dem dafür geeignete Inhalte multimedial aufbereitet und in festgelegtem zeitlichem Ablauf dem Lernenden präsentiert werden. Der Ursprung dieser Methode liegt zum einen in den bewegten Grafiken von Lehrfilmen, zum anderen in den vorgeführten Experimenten, zum Beispiel von Lehrern im Unterricht.
Animierte Bilder bzw. Trickfilme haben gegenüber statischen Repräsentationen den Vorteil, Veränderung explizit abbilden zu können. Sie stellen jedoch auch hohe Verarbeitungsanforderungen an die Lernenden.
Daher sollten sie mit Bedacht eingesetzt und auf Sachverhalte beschränkt werden, die tatsächlich von einer bewegten Darstellung profitieren. Häufig werden jedoch selbst solche Medienbestandteile animiert und damit effekthascherisch überbetont, die dafür weitestgehend ungeeignet sind, wie zum Beispiel Texte.
Nach den Gestaltungskriterien für Multimedia nach R. Mayer sollten Animationen eher mit gesprochenem als geschriebenem Text begleitet werden (Modalitätsprinzip). Der Kommentar sollte dabei zeitlich nah zum kommentierten Abschnitt der Animation präsentiert werden (Kontiguitätsprinzip; zeitliche Kontiguität).